# Çulhaoğlu, Asarcık
Çulhaoğlu là một xã thuộc huyện Asarcık, tỉnh Samsun, Thổ Nhĩ Kỳ. Dân số thời điểm năm 2010 là 453 người.